# 배틀스타 갈락티카 온라인
《배틀스타 갈락티카 온라인》(Battlestar Galactica Online)은 빅포인트에서 개발한 MMOG장르의 웹 게임이다. 현재는 오픈베타상태이지만 공식 사이트에서의 설문조사에 응한 후에, 관리자가 선발시에 오픈 베타에 참여할 수 있다. 2011년에 정식 서비스를 시작할 예정이다. 현재 배틀스타 갈락티카 온라인에는 유럽서버와 미국서버, 게임 개발자서버가 존재한다. 웹게임임에도 불구하고 모든 플레이는 3D로 이루어진다.

## 게임 플레이
플레이어는 최초 접속시 사일런진영과 콜로니얼 진영 둘중 하나를 선택할 수 있다. 플레이어는 자신의 전투기를 개조할 수도 있고, 진영에 따라 퀘스트도 받을 수 있다. 사일런 진영과 콜로니얼 진영 플레이어는 상대 진영의 유닛이나 플레이어를 공격할 수도 있고, 《배틀스타 갈락티카》시리즈에 등장하는 FTL 드라이브도 사용이 가능하다.

## 같이 보기
- 배틀스타 갈락티카
- 부족전쟁
- 웹게임